# تاکیچی نیشی
تاکیچی نیشی (انگلیسی: Takeichi Nishi; ۱۲ ژوئیهٔ ۱۹۰۲ – ۲۲ مارس ۱۹۴۵) نظامی و سوارکار اهل ژاپن بود.
از افتخارات ورزشی وی میتوان به کسب مدال طلا سوارکاری پرش در بازی‌های المپیک تابستانی ۱۹۳۲ اشاره کرد.

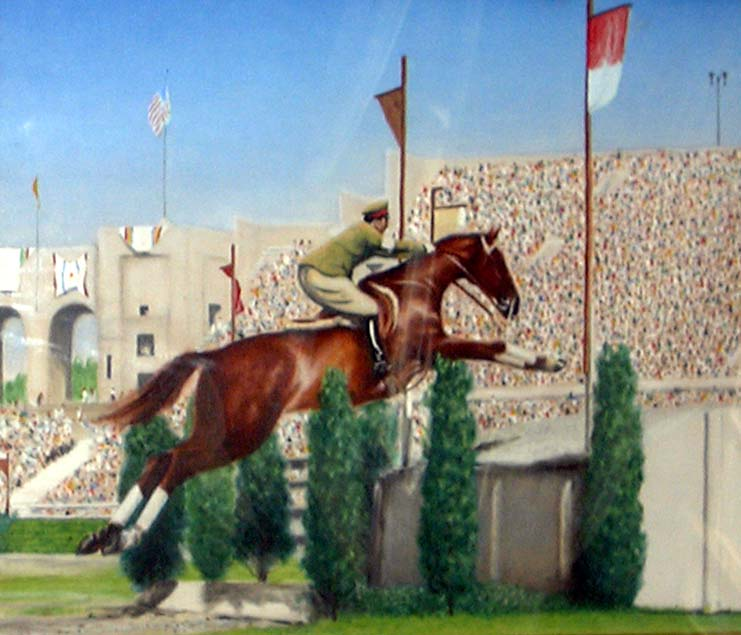
تاکیچی نیشی در بازی‌های المپیک تابستانی ۱۹۳۲

وی در نبرد ایووجیما  در جنگ جهانی دوم کشته شد.